# 江明賢
江明贤，男（1942年—），出生于台湾台中，台湾画家、教授。毕业于台湾师范大学美术系，毕业后返校担任美术系教授、系主任、美术研究所所长。曾于1988年到北京举办画展并拜访画家李可染，此举引起台北方面不满，返台后即受到两年禁止出境的处分。2011年与画家宋雨桂一起合创《新富春山居图》，并在多地举办画展。